# Trichostomum ligulaefolium
Trichostomum ligulaefolium là một loài Rêu trong họ Pottiaceae. Loài này được (Broth. & Paris) R.H. Zander miêu tả khoa học đầu tiên năm 1993.